# У холмов есть глаза 2 (фильм, 1984)
Не следует путать с фильмом «У холмов есть глаза 2», который вышел в 2007 году.
«У холмов есть глаза 2» (англ. The Hills Have Eyes. Part II) — американский фильм ужасов 1984 года, снятый и написанный Уэсом Крейвеном. Является продолжением его же фильма 1977 года — «У холмов есть глаза» и 2 фильмом одноимённой серии.
Примерно одну треть фильма составляют кадры из первого фильма — когда было отснято две трети фильма, то студия остановила съёмки из-за бюджетных проблем. Тогда Крэйвен снял и выпустил «Кошмар на улице Вязов», который стал кассовым хитом, из-за чего студия предложила Крэйвену закончить фильм, но при этом отказалась выделять деньги на досъёмки оставшейся части фильма, из-за чего ему пришлось использовать кадры из первой части.

## Сюжет
Группа молодых мотоциклистов спешит на соревнования. Ребята сильно опаздывают и решают сократить расстояние через холмистую пустыню. Но бензин предательски заканчивается, и начинаются неприятности. Оказавшись в зловещем, но явно обитаемом месте, члены бравой команды начинают исчезать один за другим. Братья-мутанты начали свою кровавую охоту. Они жестоки и голодны и совершенно не намерены оставлять кого-то в живых…

## В ролях
- Тамара Стэффорд — Кэсс
- Кевин Спиртас — Рой
- Джон Блум — Потрошитель
- Коллин Райли — Джейн
- Майкл Берриман — Плутон
- Пенни Джонсон — Сью
- Янус Блайт — Рэйчел / Руби
- Джон Лофлин — Громила
- Уиллард Э. Паг — Фостер
- Питер Фречетт — Гарри
- Роберт Хьюстон — Бобби
- Дэвид Николс — психотерапевт
- Эдит Феллоуз — миссис Уилсон
- Лэнс Гордон — Марс
- Сьюзан Ланье — Бренда
- Бренда Маринофф — Кэти
- Мартин Спир — Даг

## Франшиза
- Крейвен продал права на франшизу, и в 1995 году кабельный канал HBO снял фильм ужасов под названием «Потрошитель разума» («Mind Riper»), который известен как «У холмов есть глаза 3» или «У холмов всё ещё есть глаза». Крейвен спродюсировал фильм, а его сын Джонатан Крейвен стал автором сценария картины.